# أفراس البحر للملك جورج الخامس
طوابع أفراس البحر للملك جورج الخامس، أو "أحصنة البحر" هو الاسم المستخدم للإشارة إلى طوابع البريد عالية القيمة في المملكة المتحدة والتي صدرت في عهد الملك جورج الخامس.

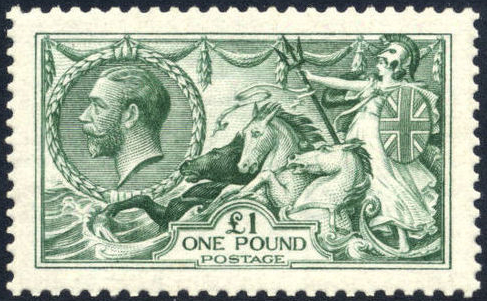
طابع بريدي بقيمة 1 جنيه إسترليني بعنوان "حصان البحر" عام 1913.

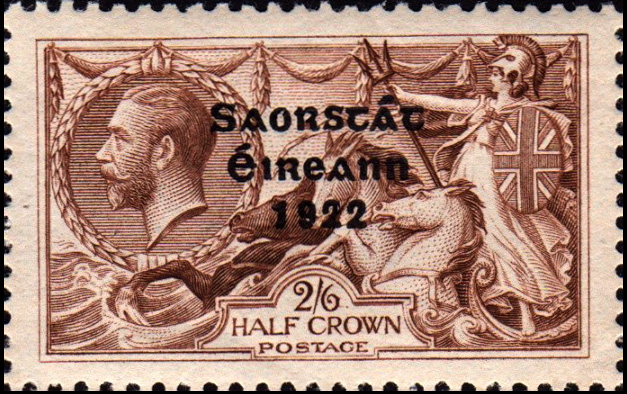
عملة برادبري ويلكنسون 2/6 "حصان البحر" مع طباعة فوقية للدولة الأيرلندية الحرة.

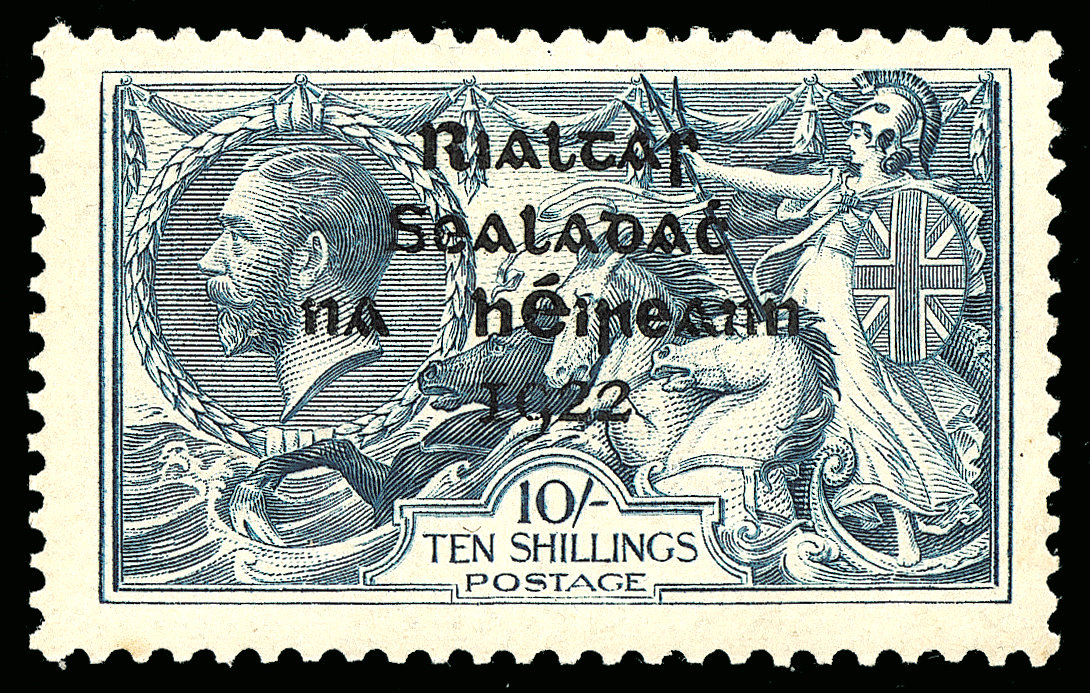
عملة معدنية فئة 10 شلن تحمل شعار "حصان البحر" وتحمل طبعة الحكومة المؤقتة لأيرلندا عام 1922.

تتميز هذه الطوابع بجودة نقشها وتصميمها الدرامي الذي يصور بريطانيا على عربتها خلف ثلاثة خيول متلوية في بحر عاصف. تُمثل هذهِ الطوابع مجالًا لجمع الطوابع بحد ذاته لبعض هواة جمع الطوابع نظرًا لاختلاف ألوانها واختلاف طبعاتها.
كان الملك جورج الخامس مولعًا بجمع الطوابع، واهتم بتصميم الطوابع للنحات الأسترالي بيرترام ماكينال، الذي أدرج رأس الملك بشكل جانبي، وهو تصميم استخدمه لأول مرة في ميدالية التتويج. صمم جورج دبليو إيف الحروف، ونقش القوالب جيه إيه سي هاريسون، وطُبعت الطوابع بنقش غائر. صدرت الطوابع لأول مرة في يوليو/أغسطس 1913 بقيم 2/6 (بني)، و5/- (أحمر)، و10/- (أزرق)، و1 جنيه إسترليني (أخضر). كانت شركة واترلو بروس آند لايتون هي أول من تولى طباعة الطوابع، ثم في ديسمبر 1915، مُنح العقد لشركة دي لا رو آند كو، وزيد ارتفاع الطوابع بمقدار 1 ملم، وتراجعت قيمتها إلى جنيه إسترليني واحد.
في ديسمبر 1918، تولت شركة برادبري، ويلكنسون وشركاه المحدودة طباعة الطوابع. عاد العقد إلى شركة واترلو وأولاده عام 1934، وأُعيد نقش القوالب، مع استبدال الخطوط الأفقية المحفورة خلف رأس الملك في الإصدارات السابقة بخطوط متقاطعة.
شملت الطوابع مكاتب البريد البريطانية في المغرب والدولة الأيرلندية الحرة. استُبدلت الطوابع عام 1939 بسلسلة الملك جورج السادس عالية القيمة.

## اقرأ أيضاً
- Hamill, Ian and Roy Gault. Great British Perfins found on King George V Seahorses 1913-1939. Orpington: Perfin Society, 2009. (ردمك 978-0-956462-80-0)
- Kearsley, Bryan. Discovering Seahorses – King George V high values. London: GB Philatelic Publications, 2005. (ردمك 0-907630-20-0)

## روابط خارجية
- طوابع الملك جورج الخامس في متحف البريد البريطاني والأرشيف